# Андерсон, Джун
Джун Андерсон (June Anderson) — американская оперная певица (колоратурное сопрано). Получила международное признание в 1980-е годы с репертуаром эпохи бельканто (Беллини, Доницетти). Особенно ей удавались такие технически сложные партии, как Лючия, Эльвира и Семирамида.
Родилась 30 декабря 1952 года в Бостоне и выросла в Уоллингфорде (штат Коннектикут). Окончив школу в 1970 году пятой по успеваемости среди 505 выпускников, она уже в 11 лет начала заниматься вокалом, а в 17 лет стала самой молодой финалисткой вокального конкурса Метрополитен-оперы. 
Получив степень по французскому языку в Йельском университете, Андерсон решила посвятить себя опере, несмотря на первоначальные трудности. Дав себе два года для прорыва на сцену (в случае неудачи планировала поступить в юридическую школу), она постигала премудрости колоратуры под руководством Роберта Леонарда в Нью-Йорке.
Профессиональная карьера началась в 1978 году с роли Царицы ночи в «Волшебной флейте» Моцарта на сцене Нью-Йоркской городской оперы. На международную сцену вышла в 1982 году, исполнив в Риме заглавную партию в «Семирамиде» Россини; уже через год удостоилась итальянской премии Аббьяти. 
С тех пор Андерсон выступала в ведущих оперных театрах мира, совмещая выступления с активной студийной работой. В 1980-е считалась специалисткой по операм Беллини и Доницетти, но постепенно расширяла репертуар (например, в 2005 году исполнила в Венеции партию Дафны из одноимённой оперы Р. Штрауса).
Пик карьеры Андерсон пришёлся на рубеж 1980-х и 1990-х годов. В 1989 году Леонард Бернстайн выбрал её для роли Кунигунды в лондонской концертной версии «Кандида». Запись этого выступления принесла Андерсон в 1992 году премию «Грэмми» (категория «Лучший классический альбом»). В 1989 году участвовала и в рождественском концерте по случаю сноса Берлинской стены. К 200-летию Россини в 1992 году пела в его опере «Дева озера», поставленной Вернером Херцогом на сцене «Ла Скала».
В 1990-е годы Андерсон, сократив количество выступлений, проживала главным образом в Париже. В 2007 году получила почётную премию Victoires de la musique classique, а год спустя французское правительство наградило её Орденом искусств и литературы. 